# Rinorea letouzeyi
Espèce
Rinorea letouzeyi  est une espèce de plantes à fleurs de la famille des Violaceae et du genre Rinorea. C'est une plante endémique du Cameroun.

## Étymologie
Son épithète spécifique letouzeyi rend hommage à René Letouzey, botaniste et collecteur français très actif au Cameroun.